# Rock of Ages (musikalbum av The Band)
Rock of Ages är ett musikalbum av The Band som lanserades i augusti 1972. Skivan är inspelad live på Palladium i New York i slutet av december 1971 och släpptes ursprungligen som en dubbel-LP. Inledande låten "Don't Do It" som var en cover på en Marvin Gaye-låt släpptes som singel och nådde #34 på Billboardlistan. I övrigt innehåller skivan liveversioner av många av gruppens kändaste alster från deras fyra första studioalbum. 2001 släpptes skivan i en nyutgåva med flera extraspår där även Bob Dylan medverkar.

## Låtlista
1. "Introduction" - 1:22
2. "Don't Do It" - 5:00
3. "King Harvest (Has Surely Come)" - 4:04
4. "Caledonia Mission" - 3:38
5. "Get Up Jake" - 3:33
6. "The W. S. Walcott Medicine Show" - 3:54
7. "Stage Fright" - 4:38
8. "The Night They Drove Old Dixie Down" - 4:34
9. "Across The Great Divide" - 3:59
10. "This Wheel's On Fire" - 4:07
11. "Rag Mama Rag" - 4:33
12. "The Weight" - 5:32
13. "The Shape I'm In" - 4:14
14. "The Unfaithful Servant" - 4:48
15. "Life Is a Carnival" - 4:17
16. "The Genetic Method" - 7:48
17. "Chest Fever" - 5:24
18. "(I Don't Want To) Hang Up My Rock and Roll Shoes" - 4:20

## Listplaceringar
| Lista (1972)  | Position          |
| ------------- | ----------------- |
| Kanada        | 4 (RPM)           |
| Nederländerna | 3                 |
| Sverige       | 14 (Kvällstoppen) |
| USA           | 6 (Billboard 200) |